# 新国民运动
新国民运动，是1941年至1945年中华民国（汪精卫政权）推出的公民教育運動，效仿蒋介石政权的新生活运动，并模仿希特勒青年团等法西斯青年团体形式进行组织活动。1941年11月由汪政權国民党六届四中全会上发起。12月31日，汪政權中央政治委员会举行第76次会议，通过《新国民运动纲要》，次年元旦正式颁布。同年7月1日，汪政權新国民运动促进委员会（简称“新运会”）正式成立，该会主要职掌新国民运动之设计、宣传、组织、训练，中国童子军及中国青年团之筹设、督导、训练事项，汪精卫任委员长，周佛海、陈群、林柏生等人任常务委员，林柏生任秘书长。1943年1月，新国民运动促进委员会改被隶于汪精卫南京国民政府，1945年6月移归中央党部。
新国民运动是中国抗日战争时期日本与汪精卫政府在日本占领区实施的奴化教育活动，也是汪精卫政权对自身匮乏的正统性的塑造活动。新国民运动有一系列的新国民运动章程，包括新国民服装、新国民菜单、新国民干部的拟定。